# Transports à la Dominique

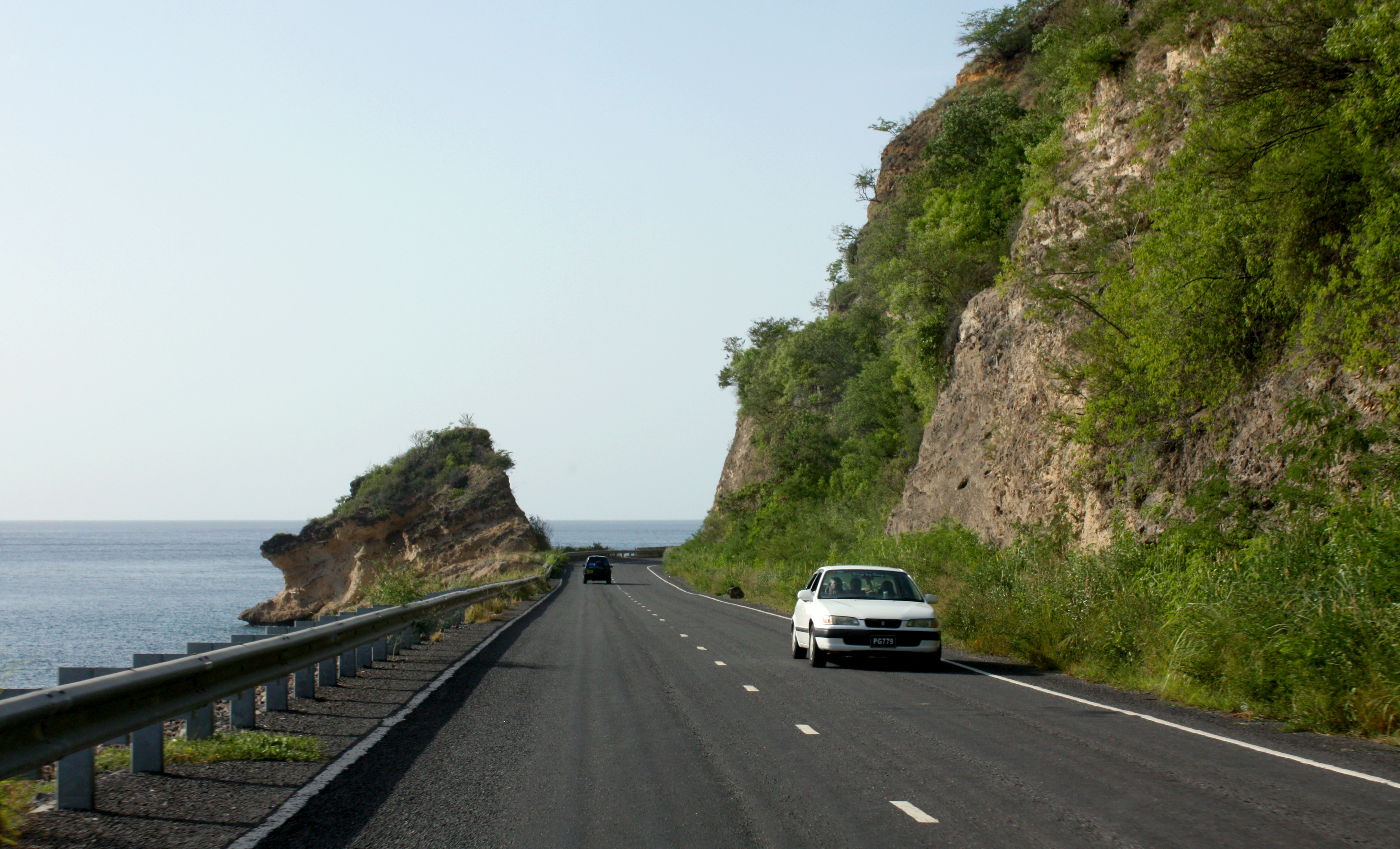
Une route littorale.

Le transport en Dominique s'inscrit dans le contexte montagneux d'un petit pays mono-insulaire tropical. Le transport en Dominique, bien que multimodal reste inscrit à l'échelle locale.

## Infrastructures

### Réseau routier
Sur l'île, la conduite à gauche est de vigueur. L'infrastructure routière repose sur un total de 1 512 km de route, dont 762 km sont revêtues. Une partie de ces routes ont été construites par des fonds européens et chinois.
Le réseau routier principal connecte les principaux foyers de population en longeant les côtes de la moitié nord-ouest de du pays et en traversant les terres intérieures par deux transversales. Le reste est desservi par des routes secondaires ou des pistes.
Ce réseau routier est également le support d'un réseau de bus, qui sillonnent les grands axes de l'île, principalement la moitié ouest de la Dominique. Les bus côtoient en outre des taxis.

### Transport ferroviaire
Il n'existe aucun réseau ferré sur l'île. La seule portion ferroviaire reliait entre 1910 et 1914 le port Portsmouth en longeant la côte sur 45 km.

### Transport aérien
La Dominique est connectée au reste du monde par voie aérienne via l'aéroport Douglas-Charles, principale infrastructure aéroportuaire du pays. Cet aéroport ouvre la Dominique au trafic régional du bassin caraïbe, mais ne reçoit pas de vols longs courriers. Par ailleurs, un second aéroport existe, celui de Cannefield, moins fréquenté. L'activité aéroportuaire de la Dominique dépend de la Eastern Caribbean Civil Aviation Authority (en).

### Transport maritime

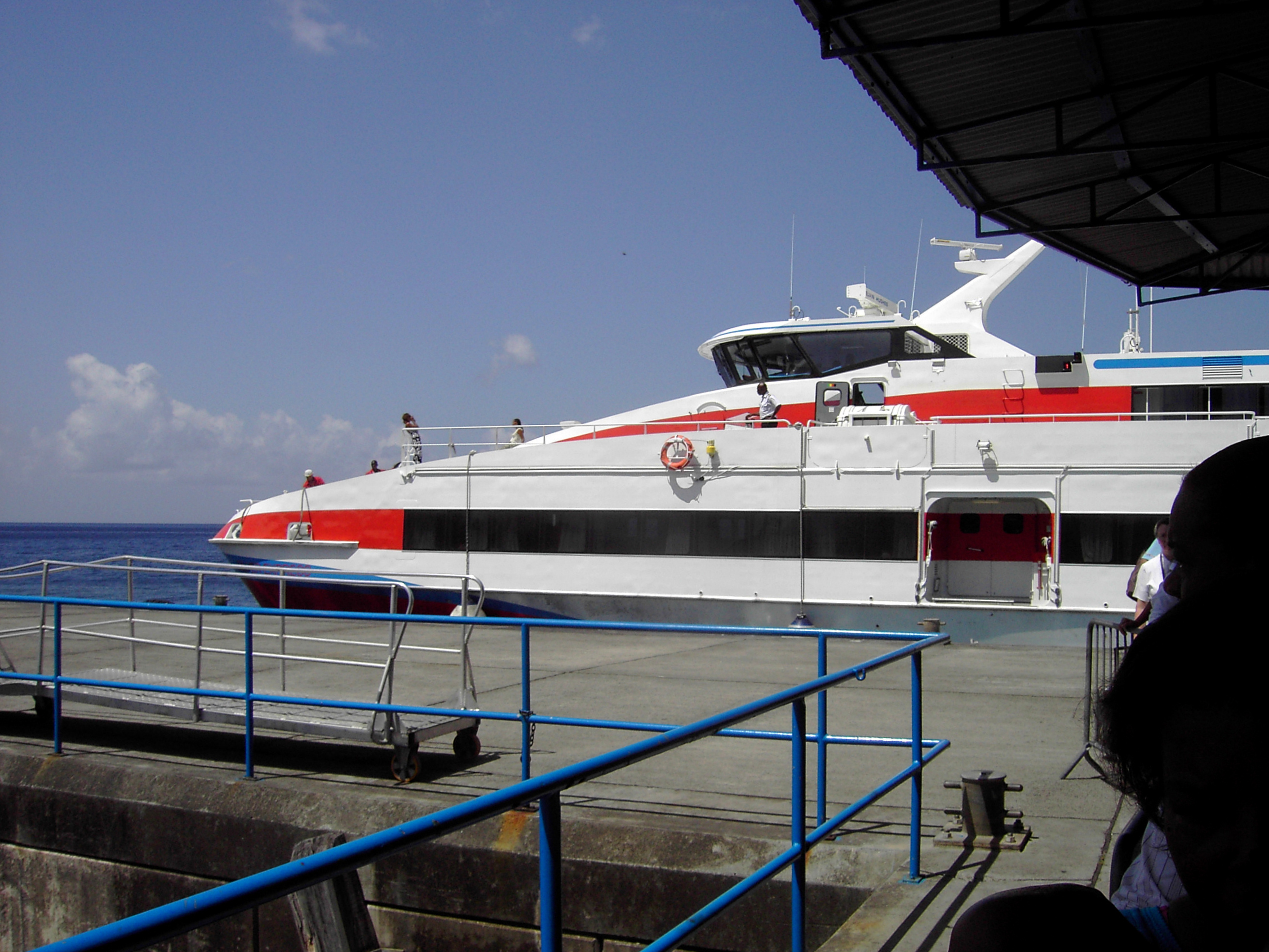
Petit ferry desservant la capitale Roseau.

Il existe une liaison maritime desservant certaines îles des Petites Antilles. Les bateaux de l'entreprise L'Express des îles relient, la Martinique, Sainte-Lucie, la Guadeloupe incluant Marie-Galante et les Saintes et permettent l'emport de véhicules. Cette ligne dessert Roseau et Portsmouth.
Un port en eau profonde permet l'accueil de navires plus imposants.